# Lucas Bossio
Lucas Bossio (Wenceslao Escalante, Provincia de Córdoba, Argentina, 6 de marzo de 1990) es un futbolista argentino. Juega como volante central y su primer equipo fue el Club Guillermo Renny de Wenceslao Escalante. Actualmente milita en Almagro de la Primera B Nacional.

## Trayectoria
Inició su carrera y se formó en el Club Guillermo Renny de Wenscelao Escalante. En el año 2008 comenzó a jugar en las inferiores de Arsenal, firmó su primer contrato profesional en el 2011 con la misma institución.  Luego jugó en varios clubes del Argentino A, entre ellos Rivadavia de Lincoln, San Jorge, Sarmiento de Chaco y San Martín de Tucumán, en este último logró consolidarse con muy buenos rendimientos y se convirtió en el capitán y líder del equipo. Más tarde continuaría su carrera en Chacarita en su primera temporada en la B Nacional. En el 2017 fue fichado en el equipo dirigido por Diego Cagna, San Martín de Tucumán, en su segundo paso por la institución tucumana con la cual logró el ansiado ascenso a la primera categoría del fútbol argentino. En el 2018 se convirtió en refuerzo del Club Guillermo Brown de Puerto Madryn que milita la segunda categoría del fútbol argentino. En 2019 fue fichado por el Club Almagro en el cual juega actualmente.

## Clubes
| Club                     | País      | Año             | PJ | G |
| ------------------------ | --------- | --------------- | -- | - |
| Arsenal de Sarandí       | Argentina | 2011-2012       | 9  | 0 |
| Rivadavia de Lincoln     | Argentina | 2012-2013       | 33 | 0 |
| San Jorge de Tucumán     | Argentina | 2013-2014       | 28 | 0 |
| San Martín de Tucumán    | Argentina | 2014-2015       | 45 | 1 |
| Chacarita Juniors        | Argentina | 2016            | 4  | 0 |
| San Jorge de Tucumán     | Argentina | 2016            | 15 | 0 |
| Sarmiento de Resistencia | Argentina | 2017            | 11 | 0 |
| San Martín de Tucumán    | Argentina | 2017-2018       | 10 | 0 |
| Brown de Puerto Madryn   | Argentina | 2018-2019       | 21 | 0 |
| Almagro                  | Argentina | 2019 - presente | 1  | 0 |